# Varsány (település)
Varsány (szlovákul: Varšany) község Nógrád vármegyében, a Szécsényi járásban.

## Fekvése
Északról Szécsény, keletről Rimóc, délről Nógrádsipek, nyugatról Csitár, illetve Iliny határolja. A településtől, amely a Novohrad-Nógrád UNESCO Globális Geoparkhoz tartozik, nem messze fut a Darázsdói-patak. A 22-es útról Szécsénynél dél felé letérve érhető el a 2122-es úton, majd az abból Nógrádsipek felé kiágazó 21 132-es úton. Érinti a település közigazgatási területét a Szécsényből Rimócra vezető 21 133-as út is, de a belterületi községrészeket nem közelíti meg.

## Története
Régészeti ásatások szerint Varsány területe már a honfoglalás korszaka előtt is lakott volt. Egyes vélekedések szerint a település területén húzódott végig a középső neolitikus zselizi népcsoport telepe. Más ásatások során gazdag kerámia- és eszközanyag leletek kerültek elő agyagkitermelő és élelemtároló gödrökből.
Varsány Árpád-kori település. Nevét az oklevelek 1219-ben említették először Vosyan (ez az "As-yan"-ból származik, Az "As"-ból, a jász etnonimájából) alakban írva. Nevét az itt letelepedett, a honfoglaló magyarokhoz csatlakozott jász (alán) után kapta, melyből néhány család ezen a környéken telepedett le. Etimológiai szempontból eredete az egyes számban használt alán elnevezés, melyet asián, osian, illetve többes számban Asiani (alánok) szóra lehet visszavezetni, s ez azonos a jász népnév eredetijével, mely török közvetítéssel került a magyar nyelvbe. A vármegyében ez idő tájt két Varsány nevű település is volt.
1295 körül a Varsányi család birtoka volt. Varsányi Fekete (Niger) István és Mihály fiai Cherep Miklós, András és Péter Csák Mátéhoz csatlakoztak, ezért Károly Róbert király 1319-ben falvaikat: Varsányt és Fülest elkobozta és Szécsényi Tamás aradi és hasznosi (becsei) várnagynak adta, s ezt Tamás vajda részére 1324-ben meg is erősítette.
A 20. század elején Nógrád vármegye Szécsényi járásához tartozott.
A település 2012-ben Arany Rózsa-díjat kapott a Virágos Magyarországért versenyen, 2015-ben a Magyarországi Falumegújítási Díj Pályázaton a fenntarthatóságáért végzett munkájáért kapott elismerést.

## Közélete

### Polgármesterei
- 1990–1994: Bárány Dénes (független)[8]
- 1994–1998: Bárány Dénes (független)[9]
- 1998–2002: Kiss Zoltán (független)[10]
- 2002–2006: Kiss Zoltán (független)[11]
- 2006–2010: Kiss Zoltán (független)[12]
- 2010–2014: Pintérné Kanyó Judit Erzsébet (független)[13]
- 2014–2019: Pintérné Kanyó Judit Erzsébet (független)[14]
- 2019–2024: Kanyó Judit (független)[15]
- 2024– : Kanyó Judit Erzsébet (független)[1]

## Népessége
A település népességének változása:
| Lakosok száma | 1646 | 1635 | 1603 | 1545 | 1518 | 1489 | 1488 |
|               | 2013 | 2014 | 2015 | 2021 | 2022 | 2023 | 2024 |

### Etnikai megoszlás
2001-ben a település lakosságának 96%-a magyar, 4%-a cigány nemzetiségűnek vallotta magát.
2011-ben a lakosságból 1549 ember magyarnak, míg 240 fő cigánynak vallotta magát.
2022-ben a lakosság 95,9%-a vallotta magát magyarnak, 8,8% cigánynak, 0,1-0,1% szlováknak, ukránnak, görögnek és németnek, 1,6% egyéb, nem hazai nemzetiségűnek (4,1% nem nyilatkozott; a kettős identitások miatt a végösszeg nagyobb lehet 100%-nál).

### Vallási megoszlás
A település lakosságáról az első népszámlálásokig nem tudunk pontos forrásokat közölni, általában a különböző adóösszeírásokból és az egyházi feljegyzésekből következtethetünk a helyi népességre, de számos kritérium áll fenn.
1731-ben a rimóci plébánia településein készült egy felmérés, amelyből kiderült, hogy Varsány lakossága ekkor 263 fő volt, s mindannyian római katolikusok voltak. 1755-re a helyi lakosság száma 435 főre emelkedett: 432 római katolikus és 3 evangélikus élt a településen. A település lakosságszámának és felekezeti megoszlásáról a 18. század második felétől vannak pontosabb adataink. 1789-ben 738 római katolikus élt a településen, mellettük a református hitű Lisznyai Damó nemesi család élt. 1802-ben 847 fő élt, 819 római katolikus, 6 evangélikus, 3 református és 19 zsidó.
1910-ben 1092 magyar lakosa volt, melyből 1032 római katolikus, 15 evangélikus, 45 izraelita volt.
2011-ben a lakosságból 1491 fő római katolikusnak, 9 fő reformátusnak, 5 evangélikusnak, 3 egyéb közösségbe tartozónak, 20 fő pedig felekezethez nem tartozónak jelölte meg magát.
2022-ben vallásuk szerint 70,9% volt római katolikus, 0,7% református, 0,3% evangélikus, 0,3% görög katolikus, 0,1% ortodox, 0,2% egyéb keresztény, 0,3% egyéb katolikus, 3,8% felekezeten kívüli (23,5% nem válaszolt).

## Rendezvények
A település rendezvényei, melyeket évi rendszerességgel szoktak megtartani, a hagyományos palóc ünnepségek tradíciójához kötődnek többségében.

### Lepényfesztivál

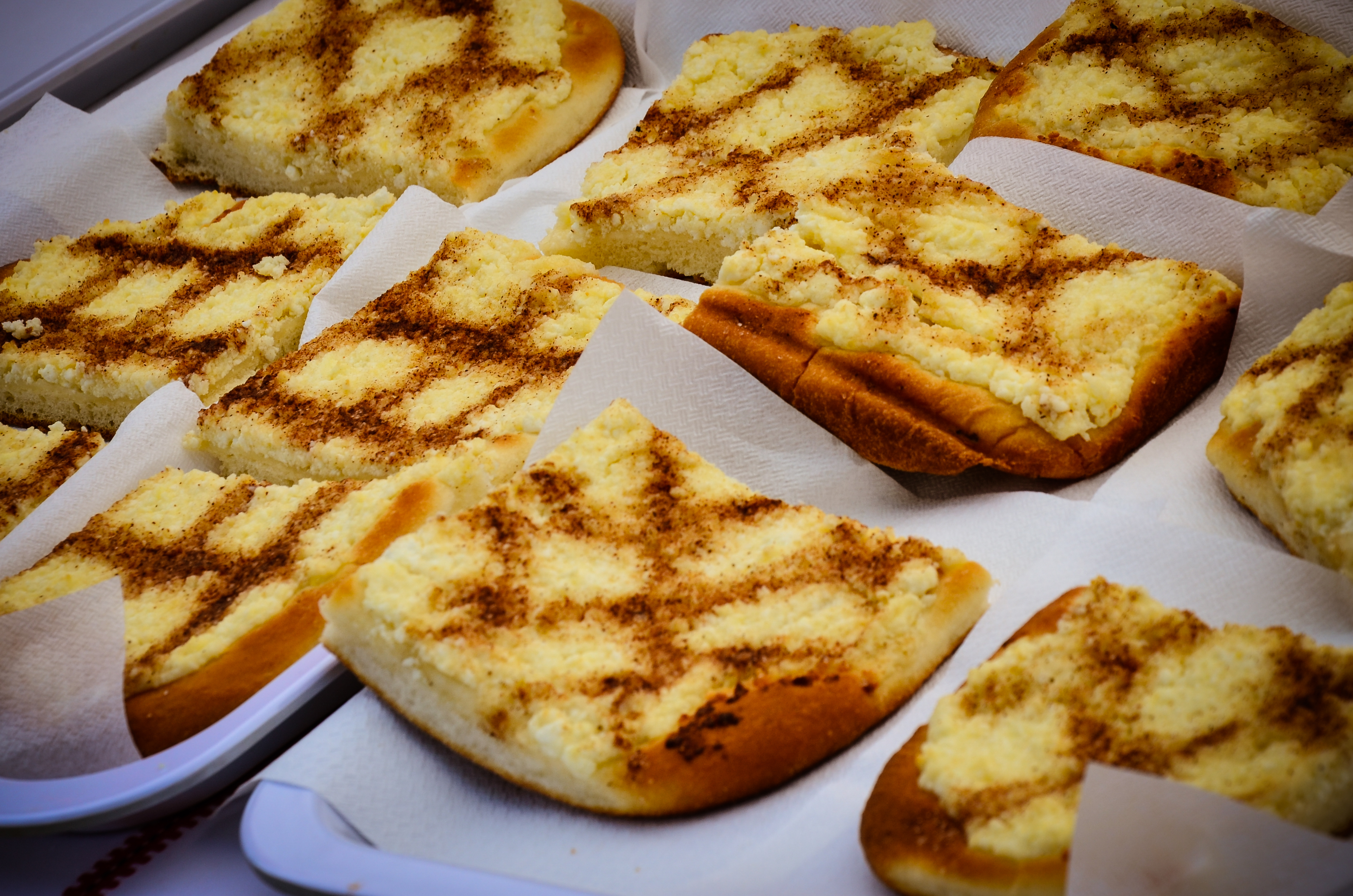
A helyi ételkülönlegesség, a túrós lepény, a fesztivál névadója

A helyi ételkülönlegesség, a túrós lepény középpontba állításával 2008. augusztus 23-án rendezték meg első alkalommal a Lepényfesztivált. Az ekkor zajló rendezvények a gasztronómia mellett a művészethez is kapcsolódnak (színtársulatok fellépése, képzőművészeti kiállítások), ahol sok esetben helyiek kapnak lehetőséget műveik kiállítására. A megszervezésből nemcsak az önkormányzat veszi ki a részét, hanem pályázatok, egyesületek és önkéntesek felajánlásai is segítik a rendezést és a lebonyolítást.

### Szent Mihály Napi Palóc Búcsú
A Szent Mihály Napi Palóc Búcsú, mint neve mutatja, a település védőszentjének, Szent Mihály arkangyal napjának környékén megrendezett szüreti mulatság jellegű hagyományőrző esemény. Az esemény másik elnevezése a Vendégség. Ennek alapja, hogy régebben ekkor látták vendégül a helyiek a messzire elszakadt rokonaikat. A település egyik legrégebbi, a helyi hagyományokat középpontba helyező rendezvénye. A programok közül elmaradhatatlan a szüreti felvonulás, a kisbíró és a polgármester ünnepi beszéde, illetve a nap végét lezáró tűzijáték.

### Muzsikáló templomkert
Minden esztendő júniusában megrendezik a Muzsikáló templomkert zenei rendezvényt.

### Cigánynap
A helyi roma önkormányzat szervezésében minden évben sorra kerül a Cigánynap, melynek során sportesemények és zenei rendezvények is zajlanak, s ezek helyszíne általában a helyi sportpálya. Több neves személy is tiszteletét tette már a rendezvényen. 2006. május 20-án Kozma Imre atya celebrált szentmisét. 2008-ban a Rajkó Zenekar lépett fel, illetve a helyi romákból álló labdarúgócsapat az ORFK csapatával játszott barátságos mérkőzést.

## Nevezetességek

### Római katolikus templom

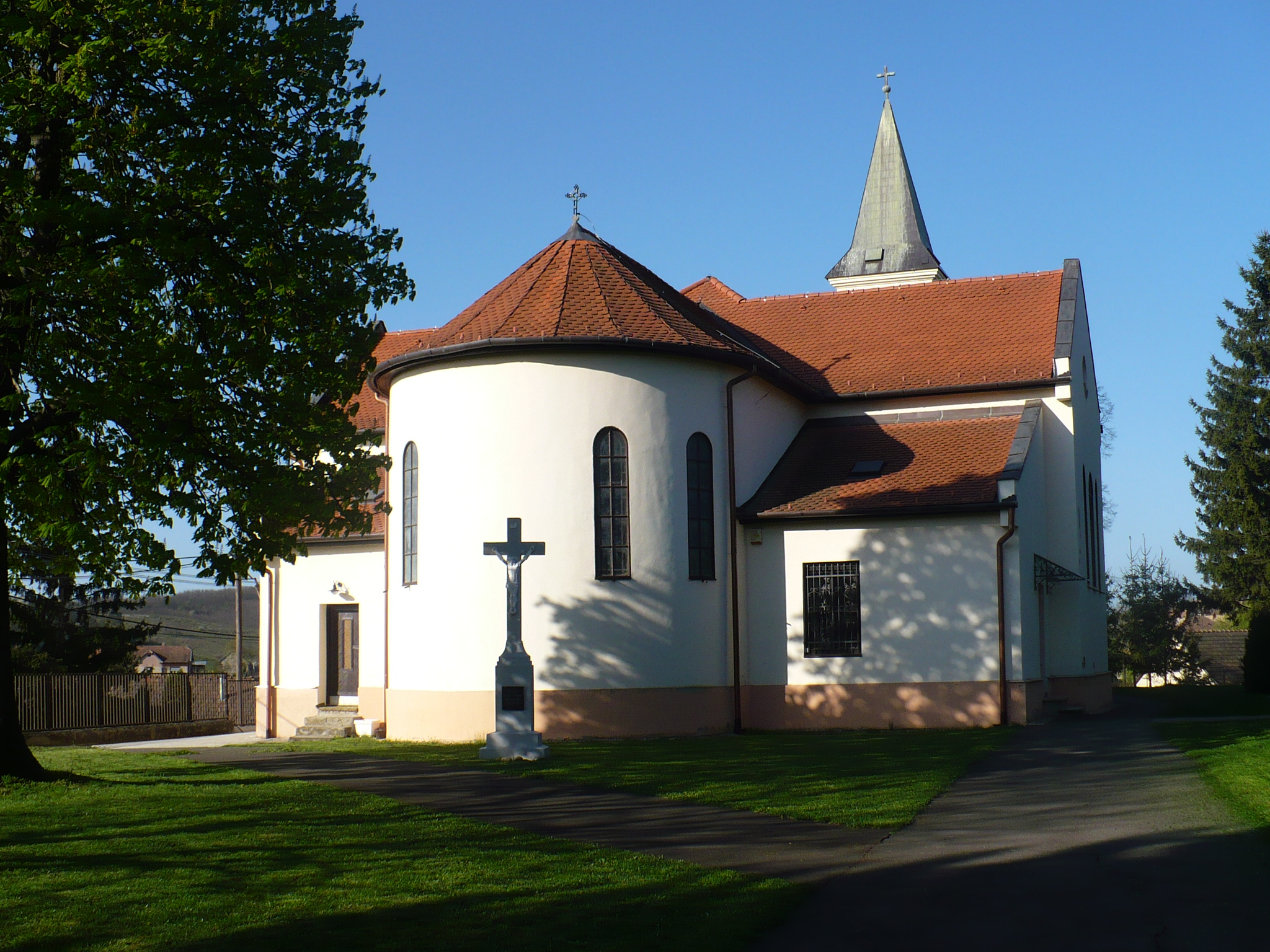
A varsányi Szent Mihályról elnevezett templom

A település római katolikus temploma a 12. században épült, amely román és gótikus stílusjegyek is jellemeznek. A 18. században átépítették, s ekkor a barokk hatott az épületre, majd ezt követően romantikus stílusban építették át. 1903-ban elkészült a tornya is. A templom korábban egyhajós apszissal lezárt volt, de az 1950-es években a templomot kereszthajóval és nagyobb szentéllyel bővítették. Mai nagyságát 1957-ben nyerte el. 1963-ban, a renoválás során a déli oldali, ősi gótikus kaput kibontották. 1973-ban az új liturgikus előírások miatt belső felújítást hajtottak végre. Mai belső elrendezése 1985-86-ban született meg, amikor elkészült a templom teljes nyugati falán megtekinthető, Korga György által alkotott szekkó, mely Krisztus életét jeleníti meg. A templom keleti oldalán a szentségek jelképei láthatók. A Lengyel Rita nevéhez fűződő mennyezet kazettás, s e kazetták Szűz Mária és Jézus szimbólumait jeleníti meg. A főoltáron a névadó Mihály arkangyal képe díszeleg, a főoltár két oldalán Szent Gábor és Rafael főangyalok. A templom ablakai a hívek és családok jóvoltából készültek, s szenteket ábrázolnak. A műemléknek számít. A templomban három harang lakik. A kisharangot Páduai Szent Antal képe díszíti. 1928-ban készült, 1967-ben újraöntötték. A középsőharangot Szent Mihály arkangyal ékesíti, és 1922-ben Budapesten F. W. Rincker öntötte. A nagyharang szintén 1928-ban készült Pesterzsébeten Peternell és Kulhanek által. Tetőfelújítás legutóbb 2003-ban zajlott, jelentős helyi közreműködéssel.
A templomkertben került felállításra a második világháború varsányi áldozatainak emléket állító szobor. A Bobály Attila által alkotott emlékművet 2002. október 23-án állították fel. Az alkotást 375 cm magasságú mesterséges dombra helyezték el. A Képző- és Iparművészeti Lektorátus leírása. "A plasztika többrétegű jelentéstartalma egyaránt idézi az ősi magyar hitvilágot (...) és a keresztény szenvedéstörténetet". Megvalósulását egy helyi közalapítvány és a Nemzeti Kulturális Örökség Minisztérium támogatta. A templomkertben található továbbá egy Lourdes-i barlang, illetve a templom falán egy I. István magyar királyról készült dombormű.

### Magyarok Nagyasszonya-kápolna
A Szécsénybe vezető úton áll a Magyarok Nagyasszonya-kápolna, mely a 18. században épült, s 1860 környékén jelentősen átalakították, illetve 2011-ben, jelentős lakossági összefogás révén felújították. A kápolna Kisboldogasszony napján (szeptember 8.) ünnepélyes szentmisének ad helyet. Ma magántulajdonban áll.

### Harmos-Kiss-kúria
1800 körül, klasszicista stílusban épült épület, mely a település központjában található, ma műemlék. Az épület földszintes, két ablakos, árkádos udvari résszel rendelkezik, teteje kontyolt nyeregtetős. Eredetileg a Harmos, majd a Kiss család birtokában állt. 1826-ban a Harmos-örökösök voltak tulajdonosai, majd egy Grünbaum nevű bérlője volt. 1920-ban került a Kiss-család tulajdonába. A konyhában található kemencét az 1960-as években bontották le. Ma magántulajdonban áll.

### Falumúzeum

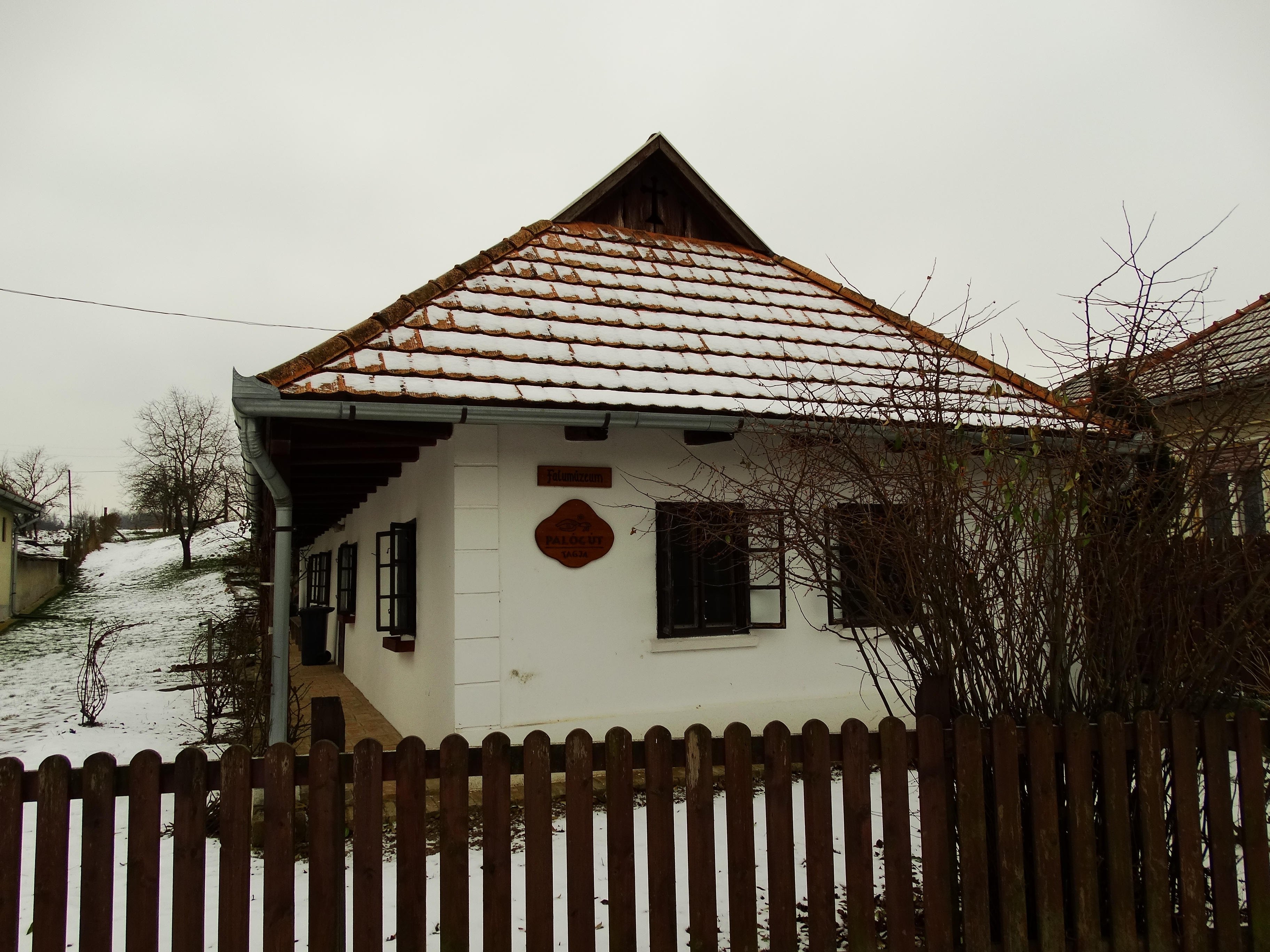
A varsányi Falumúzeum

A falu hagyományos palóc életét bemutató épület, a Falumúzeum a település ún. Alvég részében lett kialakítva (Dózsa György út 24.). Az épület 1895-ben épült, s 1997-ben kapta az önkormányzat ajándékba Szép Erzsébettől. Állandó kiállítása a helyi, hagyományos használati eszközökből áll, melyek az adományozó hagyatékából és a helyi lakosság felajánlásaiból áll. Felújítása több lépcsőben haladt, amelyek során a pályázatoknak kiemelkedő szerepe volt. 2000-ben a tetőszerkezet felújítása és a hátsó fal megerősítése valósult meg. 2002-ben a gazdasági épületre és vizesblokk kialakítására használta fel az önkormányzat a nyert pénzt.

### Hagyományőrzők Háza
A korábbi pártház, illetve iskolai, természettudományos-számítástechnikai épület 2015-ben újult meg pályázati úton a helyi önkormányzat és a helyi civil szervezetek közreműködésével. A felújított épület a varsányi hagyományőrzők előadásai mellett a helyi népviselet és életmód megőrzésében játszik nagy szerepet.

### Tábpuszta

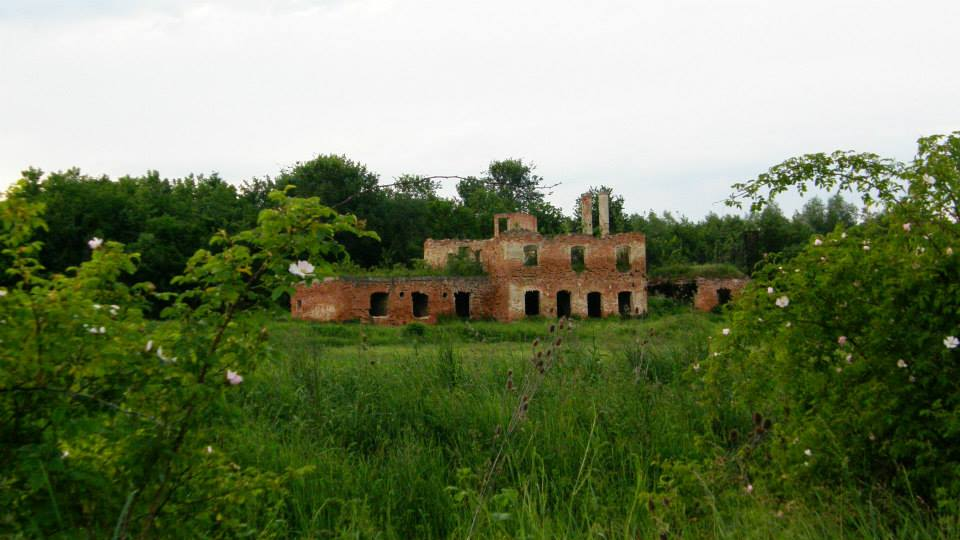
Az 1938-ban épített kastély romjai

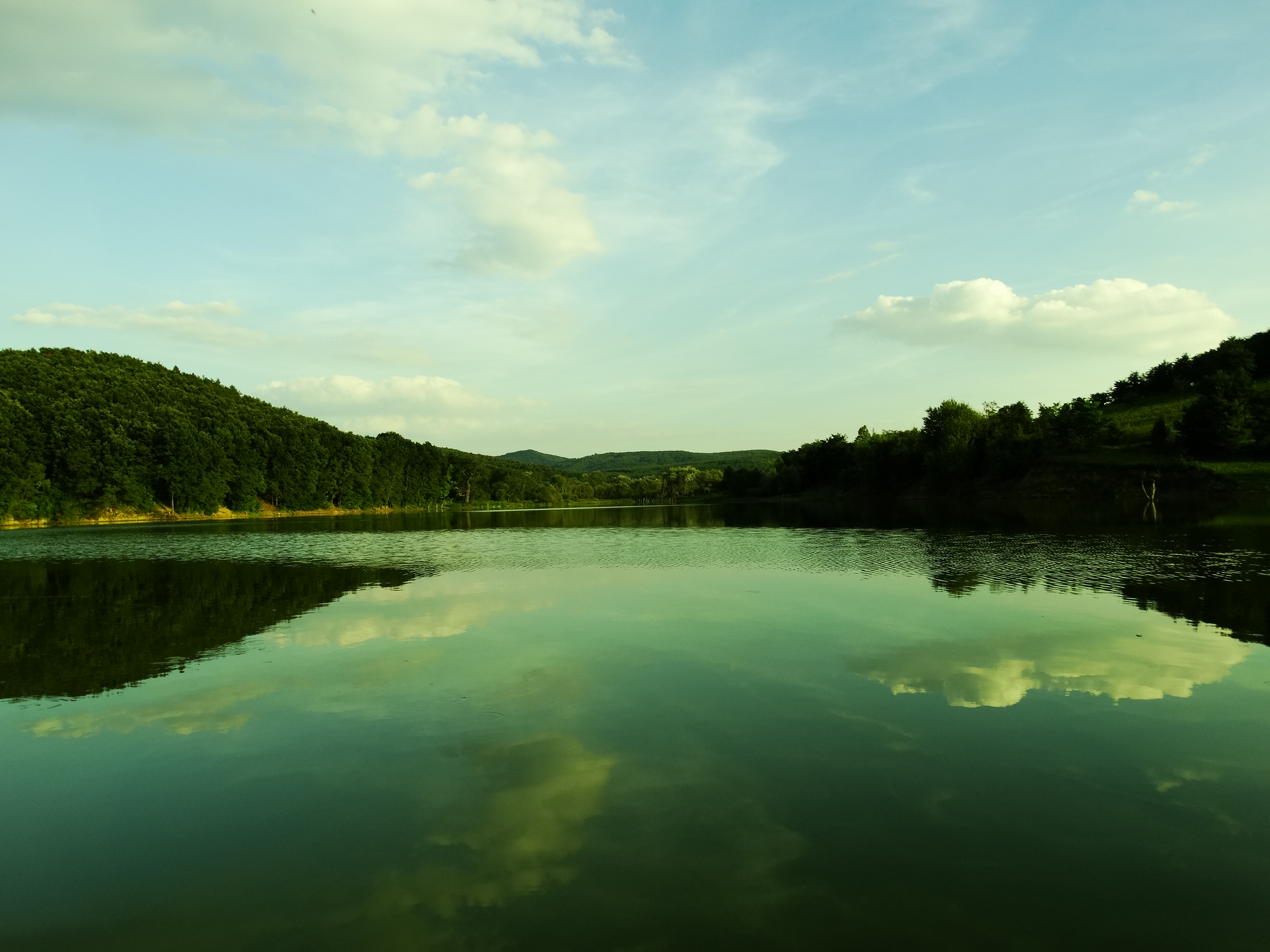
A tábpusztai horgásztó

Tábpuszta a középkorban önálló település volt, első ismert említései 1327-ből és 1391-ből nmaradtak fenn. Nevezetességei a Varsánytől 2 km-re lévő víztározó, illetve az attól 2,5 km-re található tábi szomorú fehér fűz, amely ma természetvédelmi oltalom alatt áll. Különlegessége, hogy a fa földre támaszkodó gallyai gyökeret eresztettek, s így maguk is fává fejlődve ligetet hoztak létre. E liget területe közel 3000 m².
A víztározótól nem messze, a falu irányában állnak az 1938-ban épített kastély romjai. A kastély fénykorában 32 szobás volt, a helybéliek visszaemlékezése alapján lifttel, vízzel ellátott, tulajdonosai által csak nyáron lakott épület volt. Schnetzer családnevű tulajdonosa egy Glück-testvérpártól vásárolta meg. A második világháború során német és orosz csapatok szálláshelye és fosztogatásainak színhelye volt. Ekkor sorsa megpecsételődött, hiszen az épület több, mint fele elpusztult és berendezéseit nagyrészt elhordták. Az államosítást követően magánszemélyek lakták, a helyi termelőszövetkezet 1982 és 1989 között méregraktárként használta. Állagmegőrzése és felújítása máig nem valósult meg.

## Sportélete

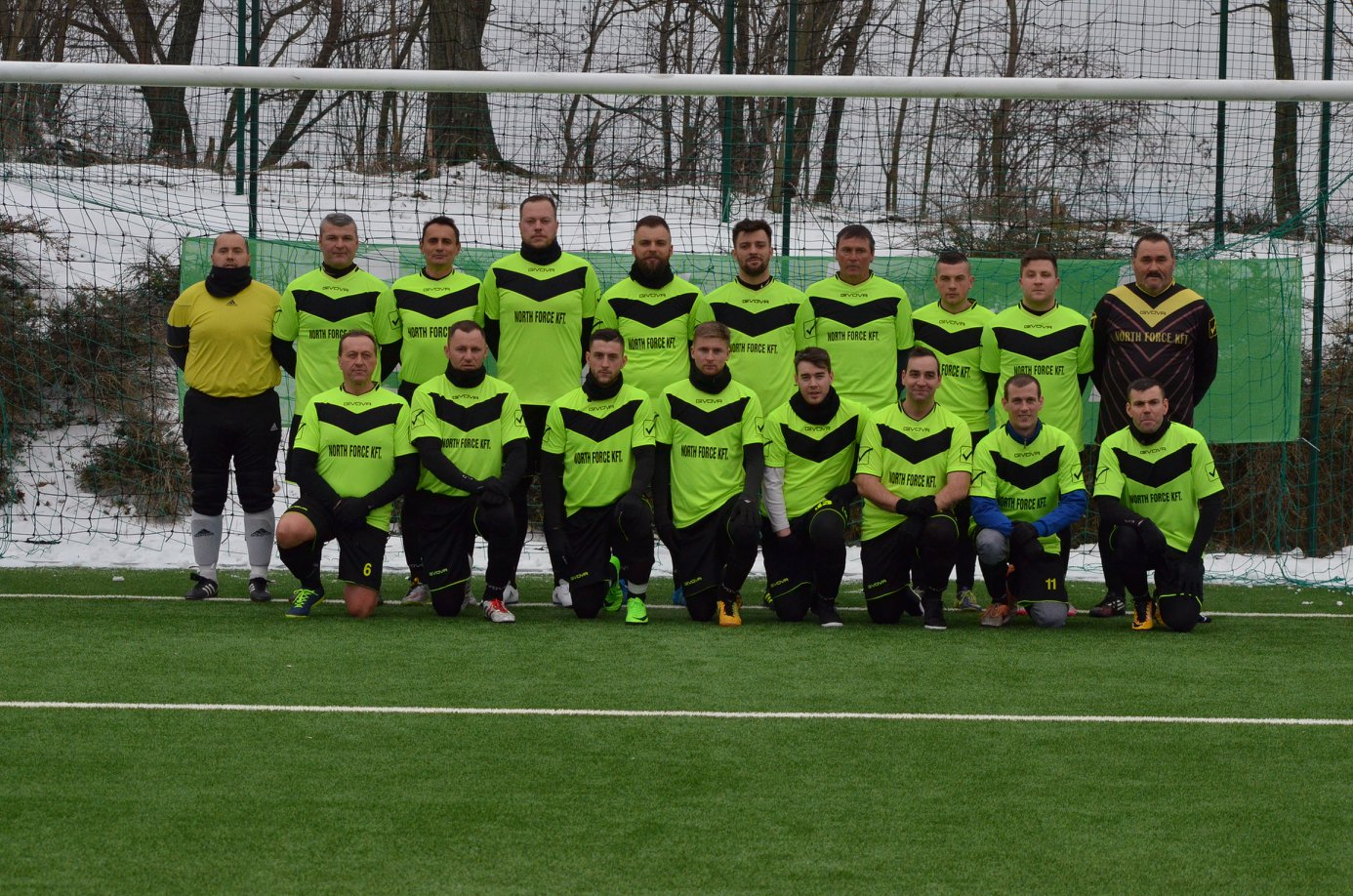
Varsány SE csapata 2018 Telki

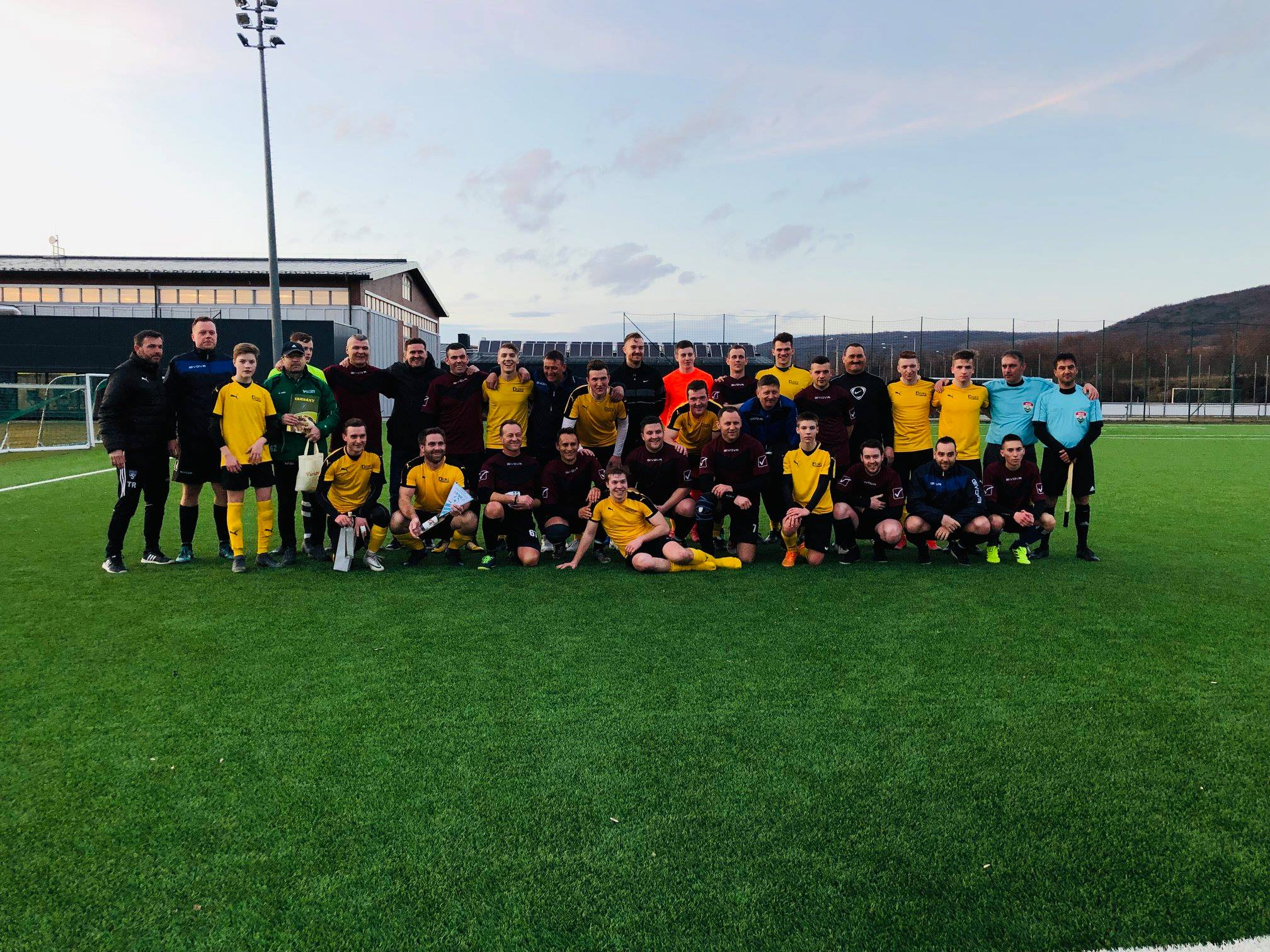
Közös csapatkép Telkiben 2019

1946-ban alakult meg Varsányban az első sportklub, amely 1949-ben a Varsányi EPOSZ (Egyesült Parasztifjúság Országos Szövetsége) SE nevet viselte. Az induláshoz kellő eszközöket egy repülőgép roncsának eladásából, egy verseny díjából és magánerőből sikerült beszerezni. Az 1950-es években a járási, majd az 1960-as években a megyei II. osztályban szerepelt a labdarúgó együttes. Ekkor már a Varsány TSZ SE nevet viselte, egészen 1968-ig, amikor is mai nevét - Varsány Sportegyesület - vette fel.
A labdarúgás mellett megjelent a röplabda és a sakk is. A helybéli röplabdacsapat 1975 és 1980 között a megyei I. osztály tagja volt. A sportpálya hosszas tervezés után az 1980-as évek elejére készült el. Az egyesület labdarúgócsapat 1984-1985-ös szezon végén került fel a megyei II. osztályba. Ekkor az egyesület színe a fekete-sárga kombináció volt. Jellemző a csapat erejére, hogy többen Salgótarjánban folytatták pályafutásukat. 1991-ben jogot szereztek a megyei I. osztályban való indulásra, de financiális okok miatt ez meghiúsult.
A labdarúgócsapat a 2007/2008-as szezonban a megyei I. osztályban játszhatott, ám onnan kiesett. A megyei II. osztályban küzdöttek a 2011-2012-es szezon végéig, mivel a 2012/2013-as évadra csak a megyei III. osztály küzdelmeire neveztek be. A 2014/2015-ös szezonban visszatért a csapat a megyei II. osztályba.
A 2014/15-ös szezonban a 4. helyen végeztek, a 2015/16-os szezonban pedig 5. helyen zárták az évet. A 2016/17-es szezonban egy nagyon jó őszi és tavaszi szezont produkálva a dobogó második fokán zártak. Az ezt követő 2017/18-as szezonban új elnöke lett a sportegyesületnek, illetve a másodosztály nyugati régiójába került át a varsányi csapat, ahol a 6. helyen végzett.
Említésre méltó, hogy a 2018. tavaszi rajt előtt a varsányi csapat részt vett a magyar válogatott edzőtáborában Telkiben, ahol az osztrák USV Kautzen csapattal mérkőzött meg. Ez a túra megismétlődött 2019-ben is, amikor ismét megmérkőzött Telkiben a két csapat. A két egyesület között kialakult egy partneri kapcsolat.
Rivális csapata, a Stella Varsány 1998 őszétől 2001 tavaszáig a megyei III. osztályban szerepelt előbb két harmadik, majd egy kilencedik helyet szerezve.
2014 őszén ismét helyi riválisa támadt a Varsány SE-nek, miután helyi romák egy csoportja úgy döntött, hogy csapatot hoz létre Roma SE Varsány néven. Debütáló szezonjában, 2014/15-ben a megyei III. osztály keleti csoportjában szerepelt a csapat, amely megnyerte a bajnokságot. A következő szezonra a csapat a megyei II. osztály küzdelmeire adott be nevezést. A Roma SE a 2015-2016-os megyei másodosztályú bajnokság nyugati csoportjában változó eredményeket ért el, azonban sorozatos panaszok és fegyelmezetlenségek miatt a csapat súlyos büntetést kapott, majd visszalépett a bajnokságtól. Az ezt következő évadban ugyan még neveztek a megyei III. vonalban, de itt is problémák merültek fel, így ezt az évet sem sikerült befejeznie a sportegyesületnek, amely azóta nem nevezett be semelyik megyei bajnokságba.
2011-ben és 2012-ben is itt tartották a magyar Enduro-cross bajnokság egyik futamát. A verseny a 2013-as kihagyást követően 2014-ben és 2015-ben is szerepelt a soros versenynaptárban.

## Varsány testvértelepülései
Varsány testvértelepülései a következők:
- Homoródkarácsonyfalva, Székelyföld, Románia
- Otmuchów, Lengyelország
- Palics, Délvidék
- Ragyolc, Felvidék
- Sedziejowice, Lengyelország
- Padrón, Spanyolország

Varsány testvértelepüléseinek sorában az első a lengyelországi Sedziejowice volt, amellyel a kapcsolatok 2005 augusztusára nyúlnak vissza, amikor is a lengyel település tánckara vendégeskedett Varsányban. A polgármesterek (Kiss Zoltán, illetve Zgyiszlava Blonyszkiego) közötti beszélgetés során felmerült a kapcsolatok kiépítésének lehetősége. A varsányi képviselő-testület 2005. szeptember 12-ei ülésén fogadta el a programot. 2005 novemberében a település vezetői utaztak Lengyelországba. Ekkor írták alá az együttműködési szerződést, mely a kultúrát, a gazdaságot és a turizmust érintette.
A következő szerződést a szintén lengyelországi Otmuchów községgel kötötték meg, amely kapcsolat- és tapasztalatcserére, sportra, kultúrára, művészetre, turizmusra, közoktatásra és gazdaságra vonatkozik. A szerződést a két polgármester, Kiss Zoltán és Jan Woźniak látta el kézjegyével 2008. július 4-én Otmuchówban.
2009. május 22-én, a településen rendezett Nemzetközi Agroturisztikai Fesztivál keretében Kiss Zoltán és György Péter, Ragyolc község polgármestere írta alá a megállapodást, mely "a béke, barátság, és szabadság jegyében szorosabb kapcsolatokat fejleszt ki a kultúra és a művészet, a sport és a turizmus, a közoktatás és gazdaság területén".
2010. május 25-én, a szerbiai Palicson, az ünnepi nagygyűlés során Kiss polgármester és Puha Gábor, a Palicsi Helyi Közösség elnöke látta el kézjegyével a két település között megkötött megállapodást, melynek értelmében "a két település a béke, barátság, és szabadság jegyében szorosabb kapcsolatokat fejleszt ki a kultúra és a művészet, a sport és a turizmus, a közoktatás és gazdaság területén".
Padrónnal a testvértelepülési megállapodást 2018. június 13-án írta alá a két település polgármestere, melyben megegyeztek, hogy ápolni, fejleszteni, erősíteni fogják a két település kapcsolatát.

## Híres varsányiak

### Itt született személyek

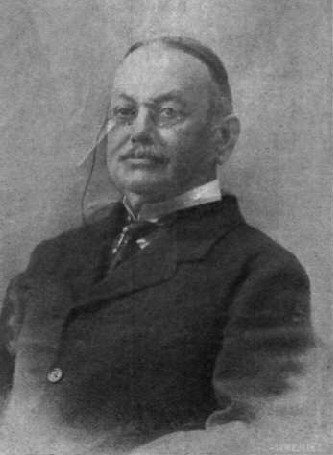
Roszner Ervin

- Baskay Tóth Bertalan (1903. július 24. – 1976. december 8.) agrármérnök, egyetemi tanár, a mezőgazdasági tudományok kandidátusa[56]
- Bertha István (1884. március 20. - 1974. október 21.) karmester, zeneszerző 7
- Bobály Attila (1948. szeptember 13. - 2017. április 11.) szobrász
- báró Roszner Ervin (1852. december 19. vagy 31. – Telekes, 1928. október 2.) politikus, a király személye körüli miniszter, egyházjogi szakíró
- Varsányi Gyula (szül.: Klein Gyula) (1863 - Budapest, 1908) hírlapíró, költő, színmű- és versíró.
- Pongrácz László (közgazdász) (1928-2012) közgazdász, minisztériumi főosztályvezető, egyetemi docens.

## Varsány emlékezete

### Szociológia
- Bodrogi Tibor (szerk.): Varsány. Tanulmányok egy észak-magyarországi falu társadalomnéprajzához. Akadémiai Kiadó, Budapest: 1978
- Jávor Kata: A hálókamrától a franciaágyig. A fiatalság élete Varsányban 1971-2004 között. Változásvizsgálat. In: Borsos Balázs-Szarvas Zsuzsa-Vargyas Gábor (szerk.): Fehéren, feketén Varsánytól Rititiig - Tanulmányok Sárkány Mihály tiszteletére. I. kötet. L'Harmattan Kiadó, 2004: 467-479. o.

### Történelem
- Pálmány Béla (szerk.): Varsány: egy palóc falu évezrede. Varsány Község önkormányzata, Varsány: 2000